# Stuart MacBride
Stuart MacBride (ur. 27 lutego 1969 w Dumbarton) – szkocki pisarz, autor thrillerów, których akcja rozgrywa się w szkockim Aberdeen. Wszystkie miejsca opisane w książce są prawdziwe i można je w tym mieście znaleźć. W dotychczasowych powieściach które napisał głównym bohaterem jest detektyw sierżant Logan McRae, policjant bez złudzeń, sentymentów i skrupułów.
Zamieszkał w Aberdeen, gdy miał dwa lata. Studiował architekturę na Heriot Watt University w Edynburgu. Obecnie mieszka w północnym wschodzie Szkocji z żoną, Fioną i ich kotem Grendel.

## Inne Prace
1. Sawbones (2008) – nowela
2. Ubezwłasnogłowieni – (Halfhead 2009)
3. Birthdays for the Dead (2012)

## Postacie z powieści
- detektyw sierżant Logan McRae – główny bohater w książkach Stuarta MacBrida. Logan pracuje w policji okręgu Grampian – prawdziwa jednostka odpowiedzialna za utrzymywanie porządku na północnym wschodzie Szkocji. Jest zdecydowany i profesjonalny, czasem przekracza prawo, ale zawsze w imię sprawiedliwości. W pierwszej książce, dowiadujemy się, że wrócił do pracy po chorobie.
- posterunkowa “Jackie” Watson – znana jako „żyleta”, jest nową dziewczyną Logana.
- dr Isobel MacAlister – była dziewczyna Logana i główny patolog. Zimna powściągliwa kobieta. Zaczęła spotykać się Colinem Millerem podczas pierwszej książki, „Chłód Granitu”. Jest czasami skłonna do pokazywania się ze współczującej strony, chociaż to zdarza się bardzo rzadko.
- Colin Miller – typowy dla mieszkańca Glasgow mądrala – dziennikarz, który przeprowadził się do Aberdeen. Pracuje dla Press and Journal. Jego relacja z Loganem zaczęła się od przyjaźni w pierwszej książce, lecz skończyła się kiedy Colin traci palce z powodu pomyłki Logana. Do trzeciej książki są nastawieni do siebie nieprzyjaźnie.
- detektyw inspektor Insch – przełożony Logana. Mężczyzna, który nie znosi głupców. Ma bardzo dużą nadwagę, prawdopodobnie w wyniku jego lubości do żelków i cukierków. Insch jest również aktorem i scenarzystą wielu amatorskich przedstawień teatralnych.
- detektyw inspektor Steel – pali jak komin, jest drugą przełożoną Logana. Jest jawną lesbijką. Znana jest z mówienia raczej niewłaściwych komentarzy w niewłaściwym momencie.